# Georges Forest
Pour les articles homonymes, voir Forest.
Georges Forest, né à Solesmes en 1881 et mort en 1932, est un architecte de Tourcoing, spécialisé dans les bâtiments industriels.

## Biographie
Après des études à l’École des Beaux-Arts de Valenciennes, il commence sa carrière dès 1905, dans l’agence d'architecture industrielle d’Edmond Liétard à Tourcoing. Dès 1910, il lui succède et grâce à son mariage avec Marie-Thérèse Bossut qui le fait entrer dans une famille textile roubaisienne renommée, il s'offre une clientèle de riches industriels.
Son agrément comme architecte de la reconstruction en 1921 consolide sa position en tant que spécialiste du bâti industriel, et fait de lui un pionnier du domaine. Il réalise au cours de sa carrière plus de 100 usines dans le Nord de la France et en Belgique ainsi que de très nombreux logements pour les salariés des usines. D'un style régionaliste en début de carrière, il s'oriente petit à petit vers un style classique proche des expériences d'Auguste Perret.
Son agence sera reprise par son fils Marcel Forest (1910-1998)

## Constructions notables
- 1909 Filature de coton Paul Desurmont Joire, 343 rue du Chênes-Houplines, Tourcoing[3]
- 1911 Filature de laine et usine de bonneterie Jules Desurmont et fils, 47 rue de Bradford, Tourcoing[4]
- 1911 Filatures et Tissages L'Avenir, 7 Wielewaalstraat, Gand[5]
- 1920 Filature Masurel Leclercq 59 Rue Jean Baptiste Lebas Tourcoing[6]
- 1920 Tissage Salmon, 140 rue Jules Lebleu, Armentières[7]
- 1921-1923 Tissage Louis Lepoutre, 156 chaussée Pierre Curie, Tourcoing[8],[9]
- 1922 Cité ouvrière Boudoux Frères, 3 à 21 rue de la Convention, Saint-Quentin[10]
- 1922 Cité ouvrière Boudoux Frères, 59 à 67 rue Turbigo, Saint-Quentin[11]
- 1922 Brasserie Motte-Cordonnier, 14 rue Pierre Brossolette, Armentières[12]
- 1922 Filature de coton Desurmont, 62 rue Maurice Sarraut, Tourcoing[13],
- 1924 Peignage Flipo, 119 chaussée Marcelin Berthelot, Tourcoing[14]
- 1925 Manufacture Française de Tapis et  Couvertures, 120 rue du Petit Pont, Mouscron[15]
- 1928 Filature de laine Desurmont, 113 rue du Tilleul, Tourcoing détruite[16]
- 1928 Usine Roussel, 139, rue des Arts,  Roubaix, Réhabilitée 1999[17]